# 奥田雄太
奥田雄太（日语：奥田雄太，1987年6月12日—），日本现代艺术家，出生于爱知县犬山市。主要以绘画作品为中心在日本国内外举办个展并进行艺术活动。

## 经历
高中毕业后，前往英国伦敦的Istituto Marangoni学习服装设计，并于2010年毕业。归国后，曾在TAKEO KIKUCHI担任时装设计师。自2016年起正式以现代艺术家身份展开活动。

## 活动
2021年以后，持续在日本及海外的画廊和艺术展上举办个展。
- 2021年6月，在东京涩谷elephant STUDIO举办个展《With Gratitude》。[1]
- 2022年8月，在澳门度假村「Lisboeta」内的「Humarish Club」开幕展上举办个展《With Gratitude》。[2]
- 2023年1月，在东京Mizuma Art Gallery举办个展《Circulation》。[3]
- 2023年9月，在新加坡Mizuma Gallery举办个展《Circulation》。[4]
- 2024年10月，其作品被艺术杂志《Art Collectors》选为封面。[5]
- 2025年1月，在纽约切尔西「GOCA by Garde」新画廊开幕展上举办个展《KAN-SHA BOUQUETS!》。[6]
- 2025年4月，在东京六本木新城举办个展《Cat Garden》。[7]

## 艺术风格
以花卉为主题的精细线条画及抽象表现为主，主要使用丙烯颜料与墨水创作。其作品多以“感谢”“循环”等主题展开。

## 著作
- 《花与生物 美丽而精致的涂色书 Colourful Black（成人涂色系列）》，河出书房新社，2017年。ISBN 978-4-309-27888-9。[8]
- 《奥田雄太作品集 Circulation》，求龙堂，2023年。ISBN 978-4-7630-2303-1。[9]